# PLAY THE JOKER
『PLAY THE JOKER』（プレイ・ザ・ジョーカー）は、VALSHEの1枚目のオリジナルアルバム。2012年2月22日にOthから発売された。

## 概要
初のフルアルバム及び日本コロムビアから販売された唯一のアルバム。「valuable sheaves」「storyteller」に次いで3番目の売上を記録している。

## 批評
CDジャーナルは「架空のアニメのサウンド・トラックのようなドラマチックな楽曲が多く、彼女の真摯なボーカルが全編で炸裂。特にふくよかな低音で聴かせるシャウトが魅力的で、やはり歌唱力が秀逸」と評した。
47NEWS「音楽玉手箱」のつのはず誠は『clematis』を「感傷的なギターやストリングスの中で激しく歌う様子は、美徳の愛に揺れる心情を体現したかのようだ」と評した。

## 収録曲

### CD
1. Opening
作曲・編曲：G'n-
2. TIGHTROPE
作詞・作曲：minato　編曲：G'n-
3. jester
作詞：VALSHE　作曲：minato　編曲：齋藤真也
4. Collar -Hard Play Mix-
作詞：VALSHE・minato　作曲：minato　編曲：G'n-
5. 君がため
作詞：VALSHE　作曲：minato　編曲：G'n-
6. Vessel
作詞・作曲：VALSHE　編曲：G'n-
7. moon -reveal-
作詞・作曲：minato　編曲：FAITH-T
8. REVOLT
作詞：VALSHE・minato　作曲：minato　編曲：齋藤真也
9. clematis
作詞：minato　作曲：VALSHE　編曲：齋藤真也
10. vulgar gem
作詞：VALSHE　作曲：doriko　編曲：G'n-
11. Deserve
作詞：VALSHE　作曲：minato　編曲：G'n-
12. PLAY THE JOKER
作詞・作曲：minato　編曲：齋藤真也
13. moon -sequal-
作詞・作曲：minato　編曲：FAITH-T
14. shout of JOY（bonus track）
作詞：VALSHE・minato　作曲：minato　編曲：G'n-

### DVD（初回限定盤のみ）
1. PLAY THE JOKER MUSIC VIDEO

## 演奏
- VALSHE
  - Vocal
  - Chorus (#2-6.8.9.11.12)
  - Rap (#8)
- 海老澤祐也：Guitar (#3.8.9.12)
- G'n-：Guitar (#4.5.6.10.11)
- FAITH-T
  - Guitar (#7)
  - Rap (#8)
- 黒須克彦：Bass (#12)
- AkadamA：Scratch (#11.14)
- minato
  - Chorus (#2.6.7.8.10.14)
  - Rap (#8)
- Team VALSHE：Chorus (#14)